# 静思語
静思語（じょうしご、jing si）は、慈済基金会の創設者、釈証厳の発言集。
釈証厳が折々に弟子たちに教示したものを、弟子がまとめた物。現在5集まで刊行されており、2集まで蔡志忠によってマンガ化されている。
台湾では、教師により、小中学校で『静思語』を用いた道徳教育が行われている。

## 刊行
- 『静思語　第一集』（1989年、九歌出版社 →慈済文化出版社）
- 『静思語　第二集』（1991年、九歌出版社 →慈済文化出版社）
- 『静思語　第三集』（2009年、慈済文化出版社）
- 『静思語　第四集』（2018年、静思人文志業社）
- 『静思語　第五集』（2019年、静思人文志業社）